# Śmietana

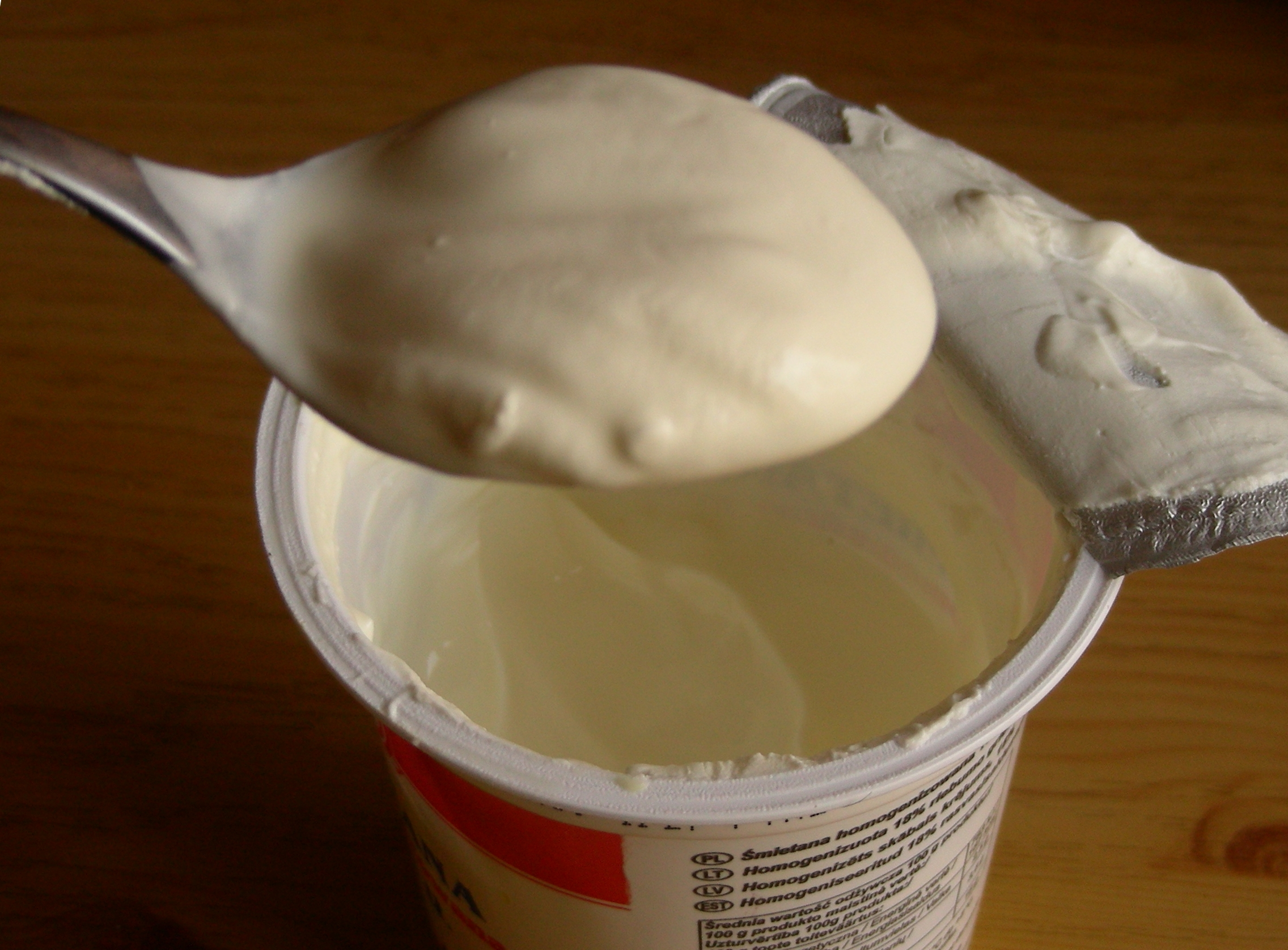
Śmietana 18%

Śmietana (śmietana kwaśna, śmietana ukwaszona) – spożywczy produkt nabiałowy, otrzymywany ze śmietanki (śmietany słodkiej), która pochodzi z warstwy górnej odwirowanego mleka pełnego.

## Produkcja

### Produkcja przemysłowa
Przemysłowo śmietana jest oddzielana od reszty mleka w wirówkach. Tak powstały produkt poddawany jest dalszym etapom obróbki:
- Odgazowywanie – polega na poddawaniu śmietany działaniu sprężonej pary. Ma za zadanie usunięcie wszystkich niepożądanych smaków i zapachów, które pochodzą np. od paszy jedzonej przez zwierzęta.
- Pasteryzacja – odbywa się w temperaturze 92 °C. Proces ten trwa 30–40 sek. Zadaniem pasteryzacji jest zniszczenie wegetatywnych form mikroflory patogennej i toksykogennej oraz zabicie prawie wszystkich bakterii saprofitycznych oraz drożdży i pleśni, łącznie z ich zarodnikami. Pasteryzacja  ma również na celu maksymalną inaktywację ciepłoopornych enzymów lipolitycznych oraz proteaz pochodzenia bakteryjnego, a także laktoperoksydazy.
- Zakwaszanie – dodawanie kultur bakterii mlekowych i fermentacja. Ten proces może zachodzić w zbiorniku (metoda tankowa) lub po rozlaniu do opakowań (metoda termostatowa). Finalny produkt należy schłodzić, by zatrzymać proces fermentacji.
- Standaryzacja (normalizacja) – zmieszanie śmietanki i mleka odtłuszczonego w takiej proporcji, by finalny produkt zawierał odpowiednią ilość tłuszczu (np. 12% lub 18%).
- Homogenizacja – rozbicie cząstek tłuszczu zawartych w śmietanie. Dzięki temu konsystencja produktu staje się jednolita. W ten sposób producent uzyskuje odpowiednią gęstość[2]

Smak lub konsystencja śmietany mogą być modyfikowane poprzez dodawanie do gotowego produktu takich substancji jak:
- guma guar
- żelatyna
- karagen
- kwaśne dodatki smakowe
- emulgatory
- skrobia modyfikowana
- mączka chleba świętojańskiego

### Produkcja tradycyjna
Tradycyjnie śmietanę wytwarza się z surowego, świeżo wydojonego mleka. Wlewa się je do glinianych naczyń i pozostawia w temperaturze pokojowej. Po kilku godzinach na powierzchni mleka pojawia się śmietanka. Po kilku dniach, w wyniku fermentacji mlekowej, powstaje właściwa kwaśna śmietana. Używano także glinianych lub metalowych odstojników z otworami na dole.  Naczynia te pozwalały na odcedzanie śmietany

## Regulacje
Decyzją Trybunału Sprawiedliwości Unii Europejskiej z 2017 roku termin „śmietana” co do zasady zarezerwowany jest wyłącznie dla przetworów mleka zwierzęcego, podobnie jak dla nazw: ser, śmietanka, bita śmietana, masło i jogurt.